# Coleusia
Coleusia is een geslacht van kreeftachtigen uit de klasse van de Malacostraca (hogere kreeftachtigen).

## Soorten
- Coleusia biannulata (Tyndale-Biscoe & George, 1962)
- Coleusia huilianae Promdam, Nabhitabhata & Galil, 2014
- Coleusia magna (Tyndale-Biscoe & George, 1962)
- Coleusia rangita Galil, 2006
- Coleusia signata (Paul'son, 1875)
- Coleusia urania (Herbst, 1801)